# Индюшачья мурена
Индюшачья мурена (лат. Gymnothorax meleagris) — вид лучепёрых рыб из семейства муреновых (Muraenidae). Распространены в Индо-Тихоокеанской области и восточной части Тихого океана. Морские придонные рыбы. Видовое название дано из-за сходства окраски тела с обыкновенной цесаркой (Numida meleagris).

## Описание
Тело умеренно удлинённое, без чешуи. Высота тела укладывается 11—14 раз в общую длину тела. Спинной плавник начинается перед жаберными отверстиями, тянется до хвостовой части тела и соединяется с хвостовым и анальным плавниками. Позвонков 126—128.
Общая окраска головы и тела тёмно-коричневая или чёрная с многочисленными маленькими круглыми точками белого цвета с чёрными краями. Передняя ноздря и жаберные отверстия черноватые. Ротовая полость белого цвета. Окончание хвостовой части белое или желтоватое.
Максимальная длина тела 120 см, обычно до 80 см, а масса — до 1455 г.

## Биология
Морские придонные рыбы. Обитают в мелководных лагунах и прибрежных рифах, богатых кораллами, на глубине до 53 м. Обычно скрываются в расщелинах скал или кораллов, высунув голову. Отдельные особи замечены охотящимися на свою добычу на обнажённых рифах во время отлива. Одинаково активны в дневные и ночные часы. Питаются мелкой рыбой и ракообразными

## Ареал и места обитания
Широко распространены в Индо-Тихоокеанской области от восточной Африки и Красного моря до островов Питкерн и Гавайских островов; на север до островов Рюкю и Бонин, на юг до Австралии и острова Лорд-Хау. Восточная Пацифика: остров Кокос (остров), Галапагосские острова.